# Bazouges-la-Pérouse
Bazouges-la-Pérouse település Franciaországban, Ille-et-Vilaine megyében. Lakosainak száma 1865 fő (2022. január 1.). Bazouges-la-Pérouse Cuguen, Marcillé-Raoul, Noyal-sous-Bazouges, Rimou, Saint-Rémy-du-Plain, Trans-la-Forêt, Vieux-Viel és Val-Couesnon községekkel határos.

## Népesség
A település népességének változása:
| Lakosok száma | 2055 | 2029 | 1951 | 1840 | 1818 | 1794 | 1808 | 1856 | 1860 | 1865 |
|               | 1968 | 1982 | 1990 | 2006 | 2013 | 2015 | 2017 | 2019 | 2020 | 2022 |